# Facundo Argüello
Facundo Argüello (Córdoba, 4 agosto 1992) è un ex tennista argentino.

## Carriera

### Junior
A livello giovanile ha ottenuto buoni risultati, nel 2008 raggiunge la finale della Coppa Davis Junior mentre l'anno successivo vince il Trofeo Bonfiglio. Nel 2010 avanza fino alle semifinali del Torneo di Wimbledon dove si arrende al futuro campione Márton Fucsovics. In doppio con il connazionale Agustín Velotti raggiunge le semifinali degli US Open 2009 e la finale del Roland Garros 2010.
Ha raggiunto l'ottava posizione mondiale nel gennaio 2010.

### Professionista
Nel 2010 inizia a giocare costantemente nei tornei Futures conquistando tre titoli in Argentina. Ripete il risultato l'anno successivo e nel 2013 arriva la vittoria del primo Challenger, a Porto Alegre. Nello stesso anno aveva fatto il suo debutto in un torneo del circuito maggiore superando le qualificazioni a Buenos Aires, dove era costretto al ritiro al terzo set dell'incontro di primo turno contro il connazionale Trungelliti (che peraltro aveva battuto all'ultimo turno delle qualificazioni, ma che era stato poi ripescato).  Prima di questo successo si poi qualificato anche per il 250 di Houston (eliminazione per opera di Flavio Cipolla) e aveva partecipato al torneo di Bogotà.
Nel 2014 vince, da testa di serie numero due, il suo secondo titolo Challenger a Itajaí: grazie a questo successo segna il suo best ranking alla posizione 104. In maggio fa il suo debutto in uno slam, al Roland Garros, dove viene battuto da Radek Štěpánek al quinto set, dopo 208 minuti di gioco.

## Statistiche

### Tornei minori

#### Singolare

##### Vittorie
| Legenda        |
| Challenger (3) |
| Futures (6)    |

| Numero | Data              | Torneo                                             | Superficie  | Avversario in finale | Punteggio        |
| 1.     | 8 maggio 2010     | Argentina F5                                       | Terra rossa | Patricio Heras       | 6-2, 6-1         |
| 2.     | 7 agosto 2010     | Argentina F15                                      | Terra rossa | Pablo Galdon         | 6-1, 6-4         |
| 3.     | 30 ottobre 2010   | Argentina F21                                      | Terra rossa | Diego Schwartzman    | 6-1, 6-1         |
| 4.     | 23 aprile 2011    | Argentina F2                                       | Terra rossa | Nicolás Pastor       | 6–2, 6–4         |
| 5.     | 25 giugno 2011    | Argentina F8                                       | Terra rossa | Duilio Beretta       | 3–6, 6–2, 7–6(4) |
| 6.     | 3 luglio 2011     | Argentina F9                                       | Terra rossa | Guillermo Durán      | 6–4, 6–2         |
| 7.     | 29 settembre 2013 | Aberto de Tênis do Rio Grande do Sul, Porto Alegre | Terra rossa | Máximo González      | 6-4, 6-1         |
| 8.     | 13 aprile 2014    | Itajaí Open de Tênis, Itajaí                       | Terra rossa | Diego Schwartzman    | 4-6, 6-0, 6-4    |
| 9.     | 2 maggio 2015     | Tallahassee Tennis Challenger, Tallahassee         | Terra verde | Frances Tiafoe       | 2-6, 7–6(5), 6-4 |

##### Finali perse
| Legenda        |
| Challenger (9) |
| Futures (6)    |

| Numero | Data              | Torneo                                           | Superficie  | Avversario in finale   | Punteggio        |
| 1.     | 25 ottobre 2009   | Chile F3                                         | Terra rossa | Iván Miranda           | 1-6, 1-6         |
| 2.     | 25 luglio 2010    | Argentina F14                                    | Terra rossa | Andrés Molteni         | 6-3, 6-7, 1-6    |
| 3.     | 19 settembre 2010 | BH Tennis Open International Cup, Belo Horizonte | Terra rossa | Rogério Dutra da Silva | 4-6, 2-6         |
| 4.     | 24 luglio 2011    | Trofeo Manta Open, Manta                         | Terra rossa | Brian Dabul            | 1-6, 3-6         |
| 5.     | 10 giugno 2012    | Argentina F11                                    | Terra rossa | Diego Schwartzman      | 3-6, 1-6         |
| 6.     | 24 giugno 2012    | Argentina F14                                    | Terra rossa | Diego Schwartzman      | 2-6, 5-7         |
| 7.     | 24 luglio 2011    | Lima Challenger, Lima                            | Terra rossa | Guido Andreozzi        | 3-6, 7–6(6), 2-6 |
| 8.     | 28 aprile 2013    | Savannah Challenger, Savannah                    | Terra verde | Ryan Harrison          | 2-6, 3-6         |
| 9.     | 15 settembre 2013 | Seguros Bolívar Open Cali, Cali                  | Terra rossa | Facundo Bagnis         | 6-2, 4-6, 3-6    |
| 10.    | 6 ottobre 2013    | IS Open, San Paolo                               | Terra rossa | Guido Pella            | 1-6, 0-6         |
| 11.    | 27 ottobre 2013   | Challenger de Buenos Aires, Buenos Aires         | Terra rossa | Pablo Cuevas           | 6(6)–7, 6-2, 4-6 |
| 12.    | 12 agosto 2017    | Claro Open Floridablanca, Floridablanca          | Terra rossa | Guido Pella            | 2-6, 4-6         |
| 13.    | 3 settembre 2017  | Argentina F5, Neuquén                            | Terra rossa | Hernan Casanova        | 6-3, 4-6, 1-6    |
| 14.    | 10 settembre 2017 | Argentina F6, Buenos Aires                       | Terra rossa | Daniel Dutra da Silva  | 3-6, 6(4)–7      |
| 15.    | 27 gennaio 2019   | Punta Open, Punta del Este                       | Terra rossa | Thiago Monteiro        | 6-3, 2-6, 3-6    |